# تاتیانا رپیکینا
تاتیانا رپیکینا (انگلیسی: Tatiana Repeikina; ۱۸ مارس ۱۹۷۳ – ۲۷ ژانویهٔ ۲۰۱۷) بازیکن فوتبال اهل اتحاد جماهیر شوروی سوسیالیستی بود.